# Kottbusser Damm
Le Kottbusser Damm est une avenue de Berlin, constituant une partie de la frontière délimitant les arrondissements Friedrichshain-Kreuzberg et Neukölln, ainsi qu'une portion de la route nationale allemande B179 (Bundesstraße 179).

## Situation et accès
L’avenue Kottbusser Damm débute au nord de la prolongation de la rue Kottbusser Straße, débouchant de la porte de Cottbus sur le pont Kottbusser Brücke au-dessus du canal Landwehrkanal. Elle suit une ligne en droite en direction du sud-est. L'extrémité sud de l'avenue est marquée par la place Hermannplatz, où Kottbusser Damm croise les rues Urbanstraße et Sonnenallee en un carrefour. La rue Urbanstraße arrive de l'ouest et croise Kottbusser Damm, puis devient la Sonnenallee à l'est du carrefour. La rangée de maisons numérotées de 1 à 36 situées sur le côté ouest de Kottbusser Damm appartient au quartier de Kreuzberg, tandis que les numéros 62 à 104 du côté est de la rue font partie du quartier de Neukölln. La numérotation de la rue suit le système appelé « Hufeisennummerierung » (numérotation en fer à cheval).
L'avenue Kottbusser Damm est une route à 6 voies très fréquentée, équipée d'un terre-plein central enherbé. Elle constitue une portion urbaine de la route nationale B179.
Sous l'avenue circule la ligne 8 du métro berlinois, dont la station Schönleinstraße débouche sur la rue. La station a été construite en 1926-1927 selon des plans dessinés par Alfred Grenander et est classée monument historique. De 1951 à 1992, elle se nommait Kottbusser Damm.

## Origine du nom
Le nom Kottbusser Damm est dérivé d'un glissement orthographique, de celui de la ville de Cottbus. 

## Historique
En 1838, l'avenue s’'appelait « Rixdorfer Damm » avant de prendre sa dénomination actuelle en 1874. 

## Bâtiments remarquables et lieux de mémoire
Les habitations situées le long de Kottbusser Damm, construites durant le Gründerzeit (« époque des fondateurs »), ont été peu modernisées ou rénovées au cours des années. Aujourd'hui, les commerces de détail haut de gamme d'origine ont donc été remplacés par de nombreux petits commerces ou restaurants majoritairement turcs ou arabes, typiques des arrondissements de Kreuzberg et Neukölln. Environ un tiers des habitants de cette rue sont d'origine immigrée. La légende raconte que la traditionnelle variante allemande du Kebab (le Döner Kebab), servi dans une pita, a été vendue pour la première fois au début des années 70 dans un restaurant turc à Kottbusser Damm.
Dans l'avenue, trois autres bâtiments peuvent être mentionnés :
- Numéro 2/3 : immeuble de rapport de 1910-1911 par les architectes Bruno Taut et Arthur Vogdt, rénové en 1977-1980 selon des plans de Hinrich et Inken Baller[3].
- Numéro 72 (avec les numéros 1 à 4 de la rue Lenaustraße) : foyer de l' Union chrétienne de jeunes gens (plus connue sous le nom de YMCA) datant de 1910-1913, par l'architecte A. Tieffenbach, rénové en 1989[4].
- Numéro 90 (avec les numéros 12 à 14 de la rue Bürknerstraße et 11 de la Spremberger Straße) : résidence des années 1909-1910, de Bruno Taut et Arthur Vogdt[5].